# Jozefina dán hercegnő
Jozefina dán királyi hercegnő (dánul: Josephine Sophia Ivalo Mathilda) (Koppenhága, 2011. január 8. –) X. Frigyes dán király és Mária dán királyné negyedik gyermeke, három testvére után a negyedik helyet foglalja el a trónöröklési sorban.

## Élete

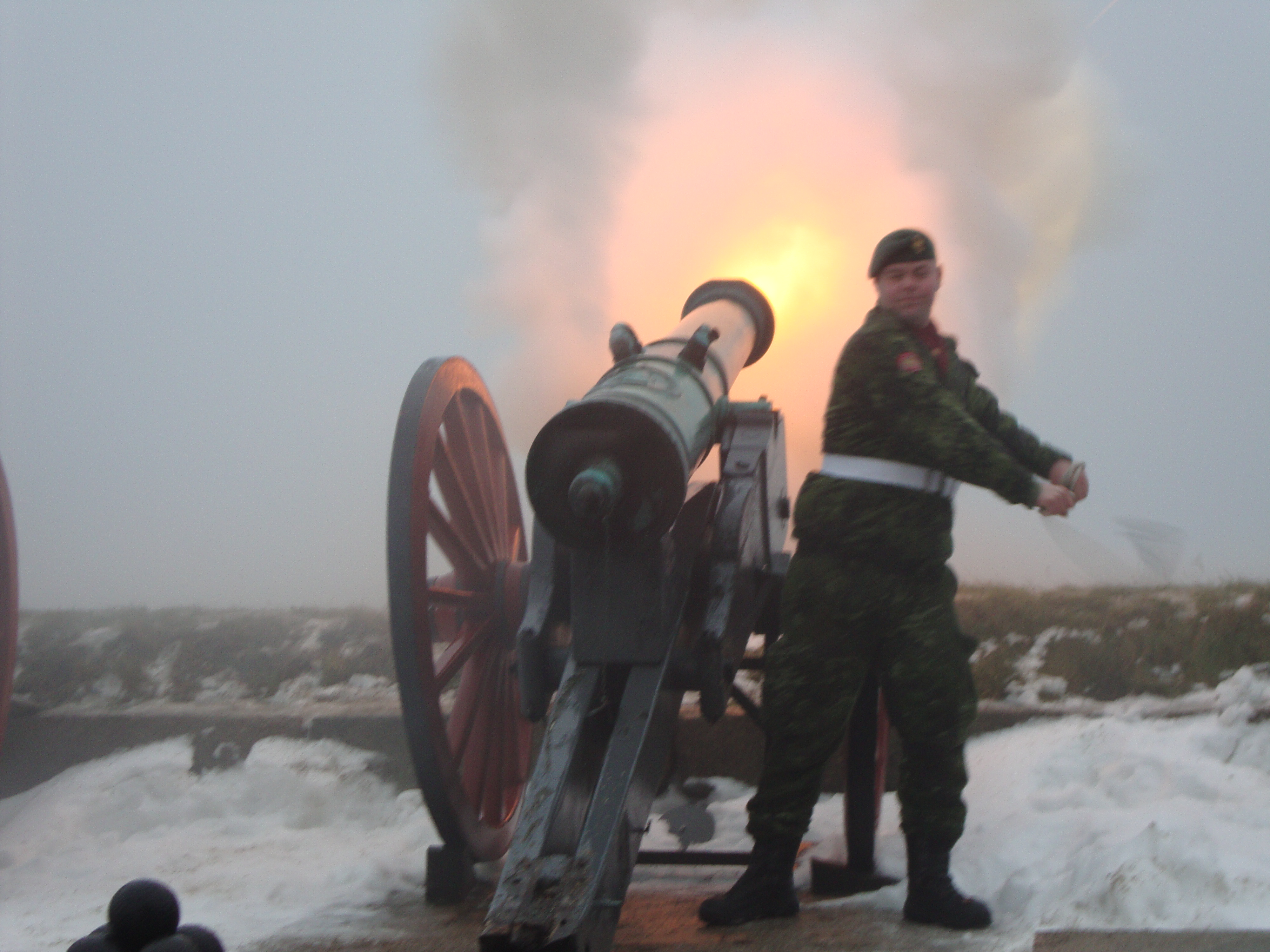
21 ágyúlövés születésének tiszteletére

2011. január 8-án 10:56-kor, 26 perccel ikertestvére után született 2554 grammal és 46 cm-rel a dán fővárosban. Édesapja X. Frigyes dán király, édesanyja Mária dán királyné. II. Margit hajdani dán királynő hetedik unokája. Három idősebb testvére (Keresztély, Izabella, Vince) után a negyedik helyet foglalja el a trónöröklési sorban.
Az ikrek világra jövetele után a hagyományoknak megfelelően még aznap délben 21 ágyúlövéssel tisztelegtek az új herceg és hercegnő születése előtt.
2011. április 14-én keresztelték meg ikertestvérével együtt a Holmen templom kápolnájában.
Megszólítása: Ő királyi Fensége Jozefina, Dánia hercegnője, Monpezat grófnője.
Az ikertestvérek hagyományos grönlandi keresztnevet is kaptak (Ivalo és Minik), ennek tiszteletére a grönlandi Qaqortoq városában részt vett szüleivel és testvéreivel egy róla és Vincéről elnevezett nyárfa elültetésén.